# Malanaikanahalli, Ranibennur
Malanaikanahalli là một làng thuộc tehsil Ranibennur, huyện Haveri, bang Karnataka, Ấn Độ.